# Královská švédská akademie výtvarných umění

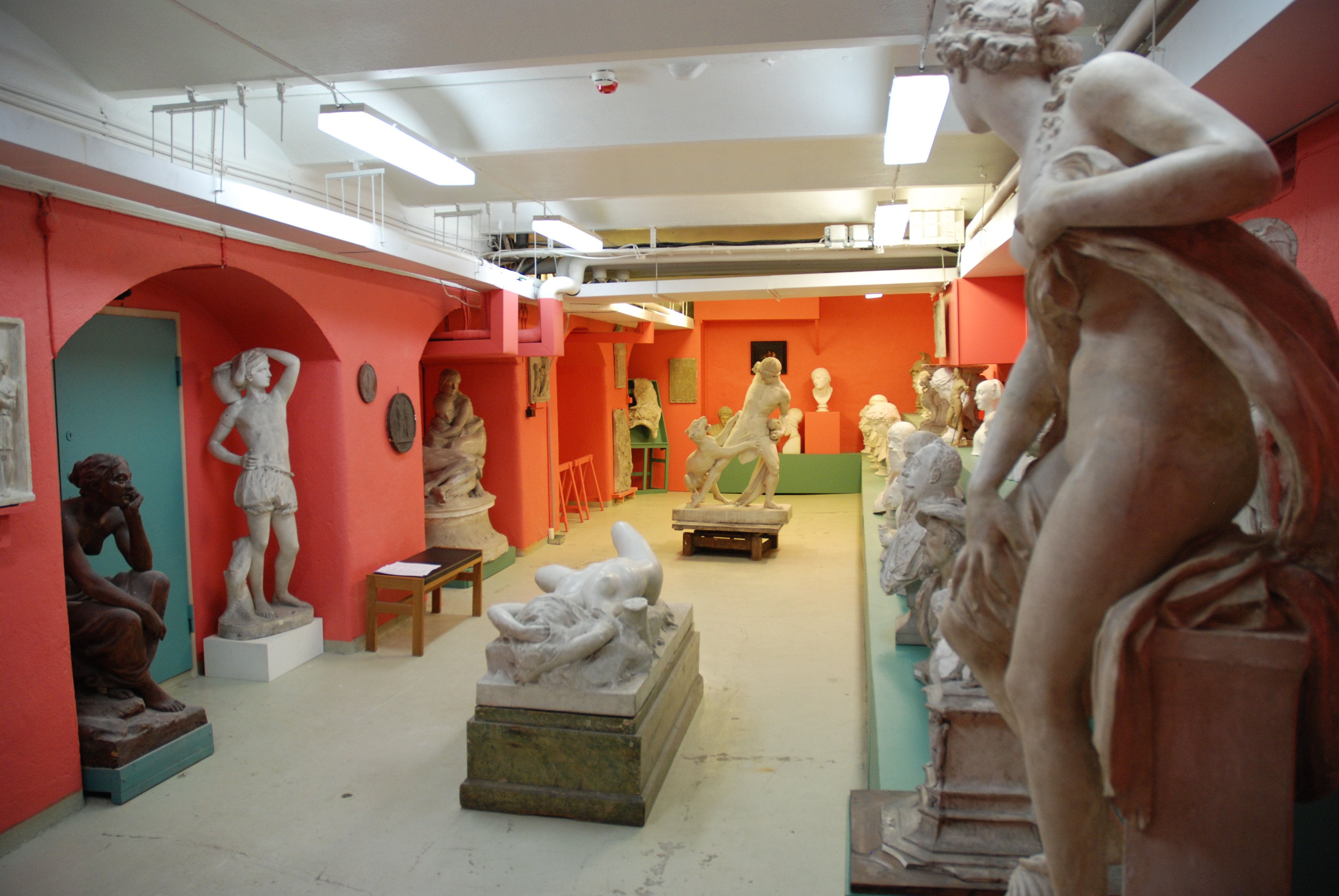
Sochařský sál Královské akademie v roce 2010

Královská švédská akademie výtvarných umění (švédsky: Kungliga Akademien för de fria konsterna), běžně nazývaná Královská akademie, se nachází ve Stockholmu ve Švédsku. Funguje jako nezávislá organizace, která podporuje rozvoj malířství, sochařství, architektury a dalších výtvarných umění. Je jednou z několika švédských královských akademií. Královský institut umění, umělecká škola, která byla kdysi nedílnou součástí akademie, vznikla v roce 1978 jako samostatný subjekt přímo pod dohledem ministerstva školství.

## Dějiny
V roce 1735 Carl Gustaf Tessin zřídil na Stockholmském zámku školu kreslení a pojmenoval ji Královská akademie kreslení. Vyučovali zde malíři Guillaume Taraval, Johan Henrik Scheffel a Olof Arenius a architekt Carl Hårleman a k jedněm z prvních studentů patřil Johan Pasch.
V roce 1766 rozšířila akademie na základě parlamentního dekretu svou činnost. V roce 1768 byl její název změněn na Královská akademie malířství a sochařství. V roce 1773 napsal král Gustav III. první stanovy pro organizaci akademie. V té době kurikulum zahrnovalo architekturu, grafiku, anatomii, teorii perspektivy a kulturní historii. Konec 18. století je považován za první zlatý věk Královské akademie, kdy se členy stali velcí umělci té doby, jako byl Johan Tobias Sergel, kteří zde také vyučovali. V roce 1810 byla znovu přejmenována na Královská švédská akademie výtvarných umění (švédsky: Kungliga Akademien för de fria konsterna). Toto jméno nese dodnes.
Ve třicátých letech 19. století se začal projevovat odpor vůči závazku Královské akademie k tradičnímu akademismu. Stockholmská umělecká asociace byla založena, aby nabízela alternativy k výstavám, a vznikla také skupina impresionistických umělců známá jako Opponenterna.

## Umístění
V roce 1780 se Královská akademie malířství a sochařství přestěhovala ze Stockholmského paláce do paláce ze 17. století navrženého architektem Nicodemem Tessinem starším na ulici Fredsgatan v centru města. V letech 1842–1846 byla budova přestavěna architektem Fredrikem Blomem a v letech 1893–1896 přibyla přístavba.